# Пшиборово (Підляське воєводство)
Пшиборово (пол. Przyborowo) — село в Польщі, у гміні Грабово Кольненського повіту Підляського воєводства.
Населення — 112 осіб (2011).
У 1975-1998 роках село належало до Ломжинського воєводства.

## Демографія
Демографічна структура станом на 31 березня 2011 року:
|          | Загалом | Допрацездатний вік | Працездатний вік | Постпрацездатний вік |
| -------- | ------- | ------------------ | ---------------- | -------------------- |
| Чоловіки | 57      | 19                 | 33               | 5                    |
| Жінки    | 55      | 14                 | 30               | 11                   |
| Разом    | 112     | 33                 | 63               | 16                   |